# Unterseeboot 344
Le Unterseeboot 344 (ou U-344) est un sous-marin allemand (U-Boot) de type VII.C utilisé par la Kriegsmarine (marine de guerre allemande) pendant la Seconde Guerre mondiale.

## Construction
L'U-344 est un sous-marin océanique de type VII C. Construit dans les chantiers de Nordseewerke à Emden, la quille du U-344 est posée le 7 mai 1942 et il est lancé le 29 janvier 1943. L'U-344 entre en service deux mois plus tard.

## Historique
Mis en service le 26 mars 1943, l'Unterseeboot 344 reçoit sa formation de base à Danzig au sein de la 8. Unterseebootsflottille jusqu'au 31 mars 1944, puis l'U-344 intègre sa formation de combat dans la 3. Unterseebootsflottille, à la base sous-marine de La Rochelle (La Pallice). Puis, le 1er juin 1944, il est transféré dans la 11. Unterseebootsflottille à Bergen.
L'Unterseeboot 344 effectue trois patrouilles, toutes sous les ordres du Kapitänleutnant Ulrich Pietsch dans lesquelles il coule un navire de guerre ennemi de Modèle:Obre au cours de ses 74 jours en mer.
En vue de la préparation de sa première patrouille, il quitte le port de Kiel le 27 avril 1944 pour rejoindre cinq jours plus tard Flekkefjord le 1er mai 1944. Puis le 14 mai 1944, il appareille pour Bergen qu'il rejoint le 15 mai 1944.
Il réalise sa première patrouille, quittant Bergen le 20 mai 1944. Huit jours plus tard, il arrive à Narvik le Modèle:Date27 mai 1944
Sa deuxième patrouille commence à Narvik le 31 mai 1944 pour arriver 39 jours plus tard, le 8 juillet 1944 à Bogenbucht (de).
Pour sa troisième patrouille, l'U-344 quitte Bogenbucht le 3 août 1944. Le 21 août 1944, l'U-344 coule le sloop britannique HMS Kite (U 87) (217 membres d'équipage, neuf survivants). Le lendemain, 22 août 1944, le sous-marin est coulé à son tour dans la mer de Barents au nord-ouest de l'Île aux Ours à la position géographique de 74° 54′ N, 15° 26′ E par une charge de profondeur lancée d'un avion Fairey Swordfish britannique du porte-avions d'escorte HMS Vindex (dubSquadron 825/X).
Les cinquante membres d'équipage meurent dans cette attaque.

## Affectations
- 8. Unterseebootsflottille à Danzig du 26 mars 1943 au 31 mars 1944 (Flottille d'entraînement).
- 3. Unterseebootsflottille à La Pallice du 1er avril au 31 mai 1944 (Flottille de combat).
- 11. Unterseebootsflottille à Bergen du 1er juin au 22 août 1944 (Flottille de combat).

## Commandements
- Oberleutnant zur See, puis Kapitänleutnant Ulrich Pietsch du 26 mars 1943 au 22 août 1944

## Patrouilles
|       | Commandant            | Départ        | Départ          | Arrivée        | Arrivée     | Jours    | Succès  |
| ----- | --------------------- | ------------- | --------------- | -------------- | ----------- | -------- | ------- |
|       | Kptlt. Ulrich Pietsch | 27 avril 1944 | Kiel            | 1er mai 1944   | Flekkefjord | 5 jours  |         |
|       | Kptlt. Ulrich Pietsch | 14 mai 1944   | Flekkefjord     | 15 mai 1944    | Bergen      | 2 jours  |         |
| 1     | Kptlt. Ulrich Pietsch | 20 mai 1944   | Bergen          | 27 mai 1944    | Narvik      | 8 jours  |         |
| 2     | Kptlt. Ulrich Pietsch | 31 mai 1944   | Narvik          | 8 juillet 1944 | Bogenbucht  | 39 jours |         |
| 3     | Kptlt. Ulrich Pietsch | 3 août 1944   | Bogenbucht (de) | 22 août 1944   | Coulé       | 20 jours | 1 350   |
| Total | Total                 | Total         | Total           | Total          | Total       | 74 jours | 1 350 t |

Note : Kplt. = Kapitänleutnant

### Opérations Wolfpack
L'U-344 a opéré avec les Wolfpacks (meute de loups) durant sa carrière opérationnelle.
1. Trutz (2 juin 1944 - 6 juillet 1944)
2. Trutz (17 août 1944 - 22 août 1944)

## Navires coulés
L'Unterseeboot 344 a coulé un navire de guerre ennemi pour un total de 1 350 tonnes au cours des trois patrouilles (67 jours en mer) qu'il effectua.
| Date         | Nom du navire   | Nationalité | Tonnage | Convoi | Fait  |
| ------------ | --------------- | ----------- | ------- | ------ | ----- |
| 21 août 1944 | HMS Kite (U 87) | Royaume-Uni | 1 350   | JW-59  | Coulé |

### Source et bibliographie
- (en) Cet article est partiellement ou en totalité issu de l’article de Wikipédia en anglais intitulé « German submarine U-344 » (voir la liste des auteurs).
- Chris Bishop, historien militaire (trad. de l'anglais par Christian Muguet), Les sous-marins de la Kriegsmarine : 1939-1945 : le guide d'identification des sous-marins [« The spellmount submarine identification guide : Kriegsmarine U-boats 1939-1945 »], Paris, E?d. de Lodi, 2008, 192 p. (ISBN 978-2-84690-327-1, OCLC 470721805, BNF 41298980)